# Prieuré

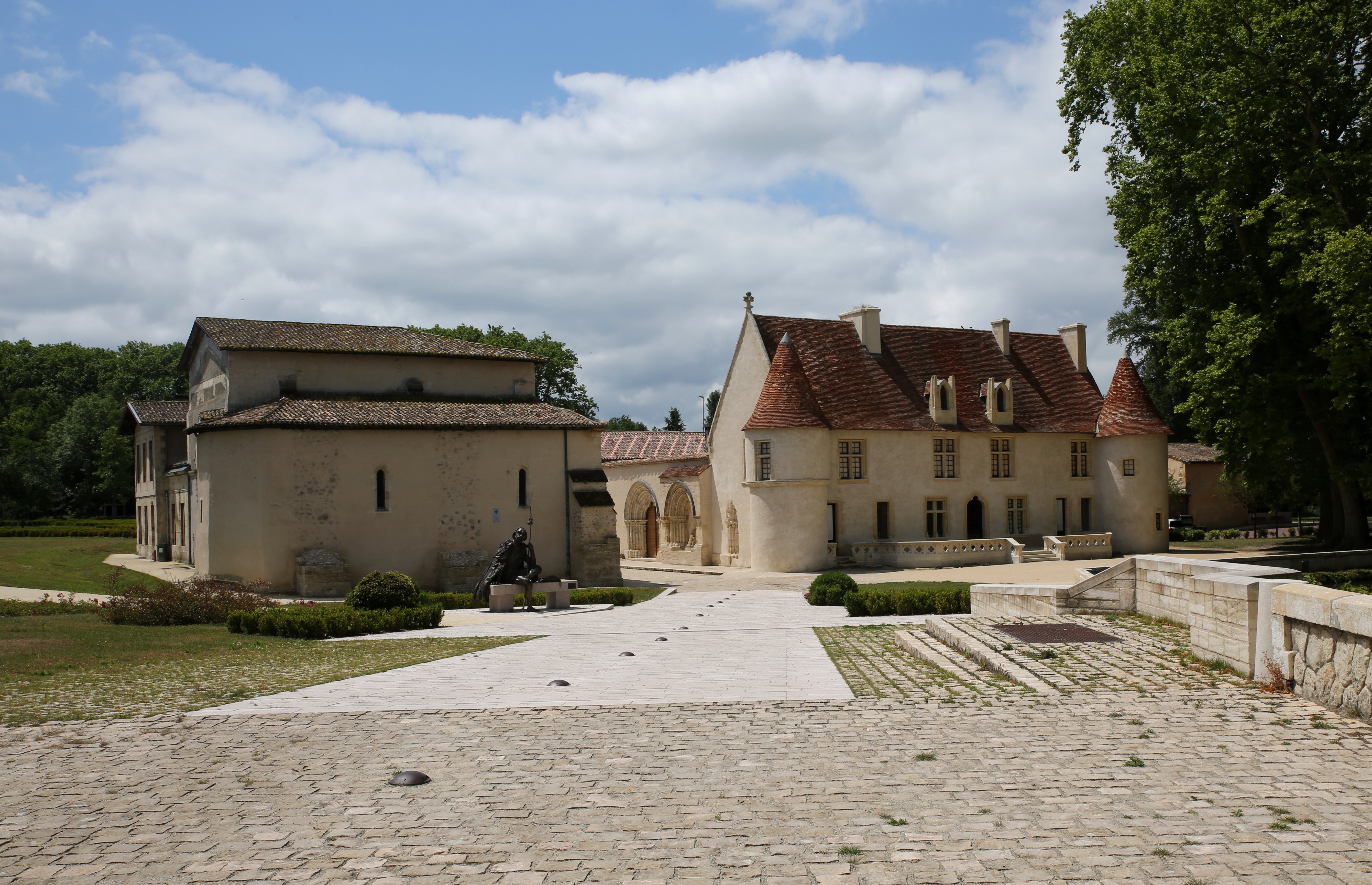
Le prieuré Notre-Dame de Cayac, halte des pèlerins de Compostelle et ancien hospice.

Un prieuré est un monastère placé sous l'autorité d'un prieur. Il peut être indépendant ou subordonné à une abbaye plus importante, le prieur étant alors lui-même dépendant de l'abbé.
On appelle également prieuré le bénéfice paroissial, c'est-à-dire le revenu d'une paroisse, principalement la dîme.
Un prieuré est aussi chez les hospitaliers de Saint-Jean de Jérusalem la maison qui subordonne les commanderies de sa région formant ensemble une langue hospitalière.
Bon nombre de prieurés sont bien souvent de fondation seigneuriale. Ils attirent de ce fait une nouvelle population et confèrent au château près duquel ils sont implantés une importance supplémentaire.

## Origine du mot

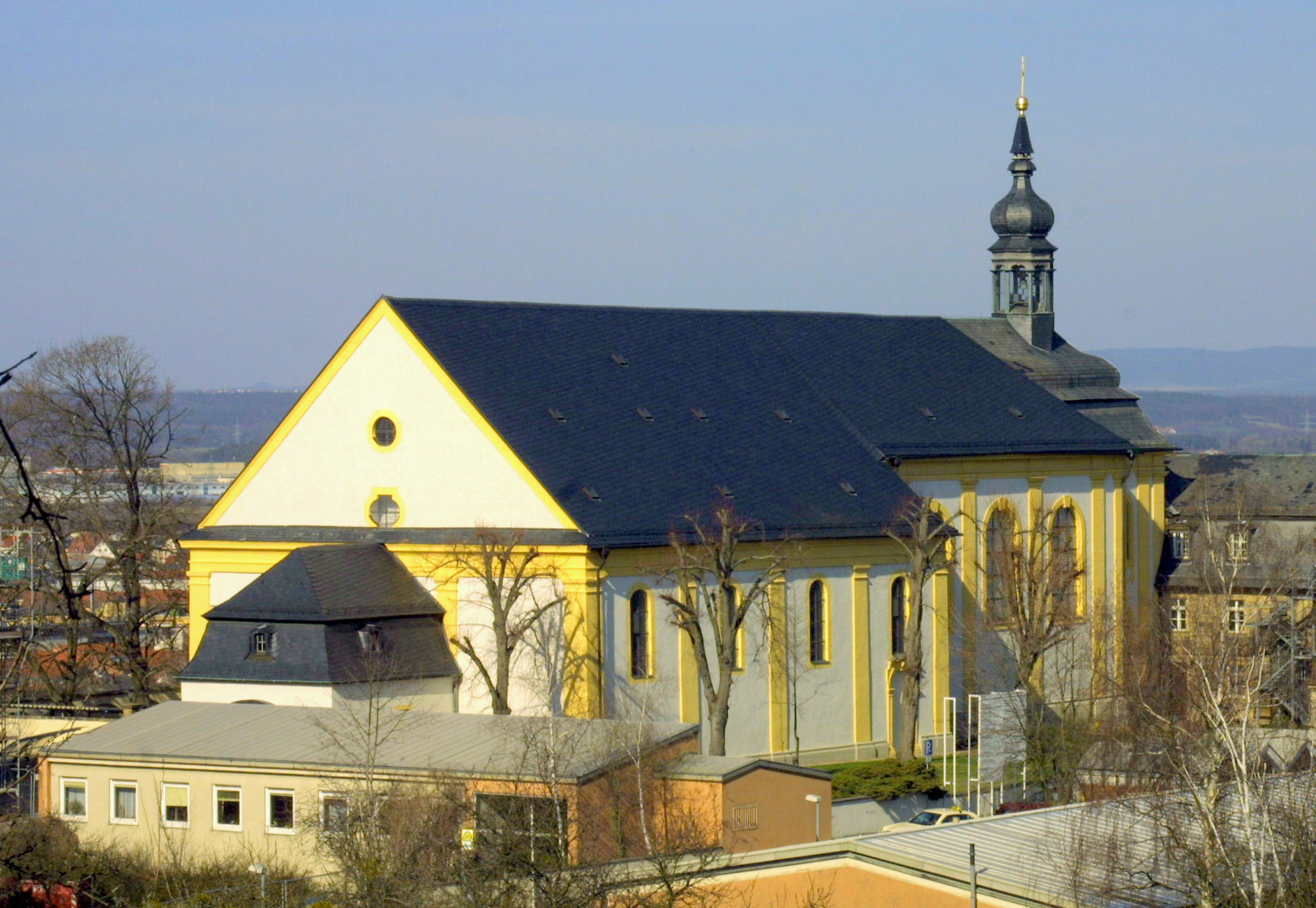
L'abbaye Sainte-Foy, ancien prieuré bénédictin situé à Bamberg (Allemagne).

Le terme de « prieuré » apparaît au XIe siècle pour désigner un monastère placé sous la dépendance d'une abbaye. Son nom vient du fait qu'on a donné au moine qui le dirigeait le titre de « prieur ». Ce titre était une dignité ecclésiastique, à l'origine il a été employé par saint Benoît comme simple synonyme d'« abbé » ; par la suite dans les abbayes ce titre a été attribué au second de l'abbé s'occupant de l'administration intérieure ; et enfin il a été en plus attribué au moine dirigeant un monastère sous sa dépendance, cette dernière acception ayant donné le mot de « prieuré ». En plus de « prieuré », on parlait aussi de « grange » ou d'« hospice ».

## Prieuré dépendant d'une abbaye
Le prieuré est généralement un établissement religieux créé par une abbaye plus importante sur un domaine foncier qui lui a été donné ; il est desservi par des moines de cette abbaye qui en gèrent le temporel sur place et envoient les revenus à leur abbaye. Les prieurés sont dotés d'églises construites et entretenues par l'abbaye-mère. La règle en général appliquée est soit la règle bénédictine définie par saint Benoît, soit celle de saint Augustin.
Il existe plusieurs types d'établissement prieural : le prieuré dit simple ou rural, et le prieuré conventuel. Le prieuré rural est sous la dépendance directe de son abbaye, qui soit a fondé celui-ci, soit l'a obtenu en donation.
Le prieuré conventuel (appelé en latin prioratus conventuali(s) voire monasterium selon les époques et les régions) est un établissement de taille plus importante, et pouvant compter sous sa dépendance directe d'autres prieurés ruraux, parfois jusqu'à une dizaine comme cela fut le cas pour certains prieurés du Vivarais, diocèse de Viviers, avec celui de Saint-Pierre-de-Rompon (commune du Pouzin) ou de Saint-Michel-du-Charray (commune de Saint-Priest).
Le prieur est présenté soit par le « patron », c'est-à-dire l'ayant droit du fondateur primitif de l'église, soit par un chapitre de religieux, puis nommé par l'abbé dont il dépend. Il peut avoir avec lui un seul ou plusieurs dizaines de religieux.

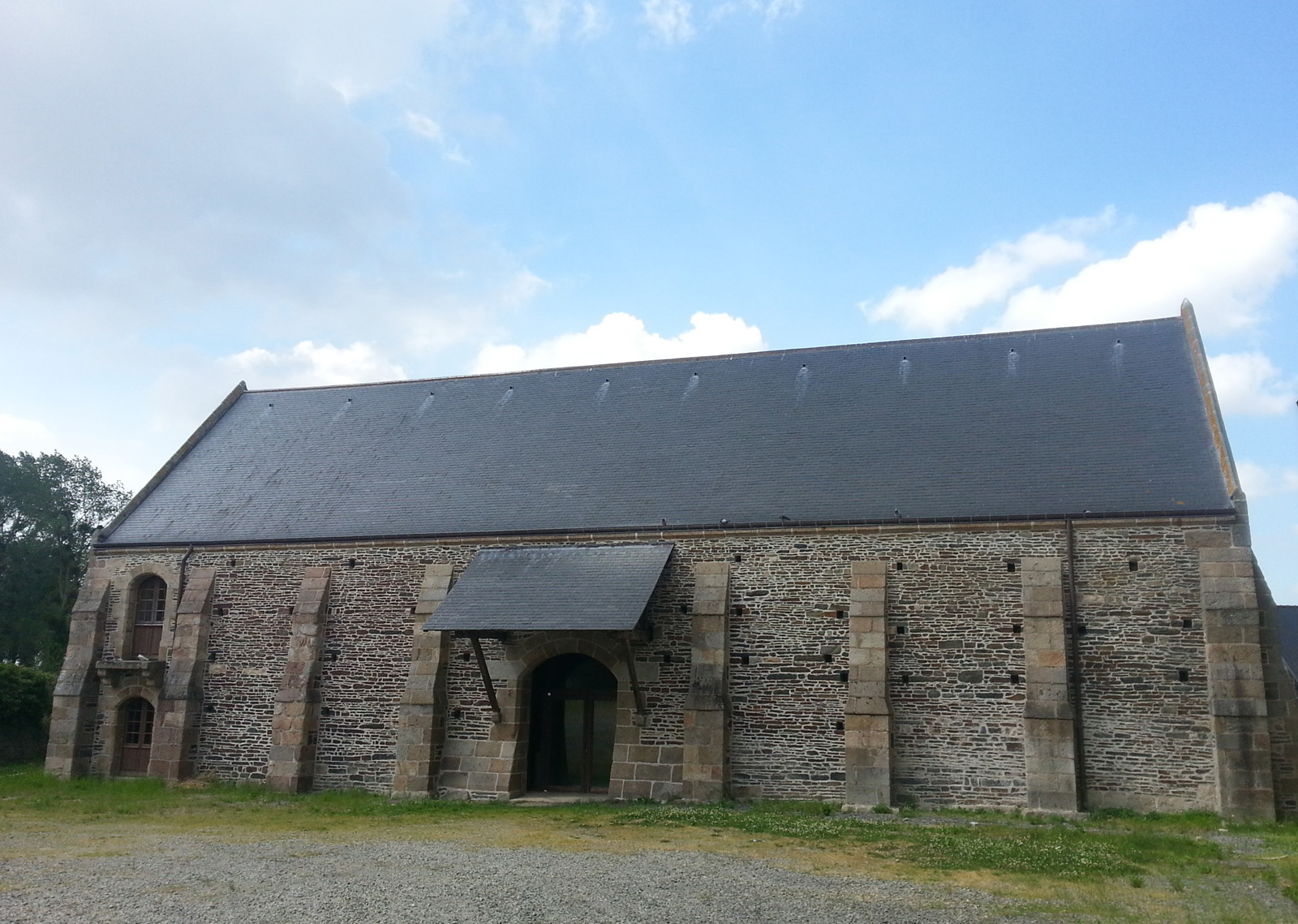
Grange aux dîmes du prieuré du Mont-Saint-Michel à Ardevon

Toutefois, lorsqu'un prieuré atteint une certaine autonomie tant du point de vue du personnel (nombreux moines, postulants et novices) que dans le domaine économique, il peut être érigé en abbaye. L'église devient alors abbatiale et un abbé est nommé par la communauté des moines.
Le nombre de moines d'un prieuré est très variable selon les époques et les lieux, depuis un seul desservant qui exerce les fonctions d'un vicaire, jusqu'à une véritable communauté monastique avec un cloître. Dans ce cas, le prieur ne se distingue d'un abbé que par son titre (celui d'abbé devant être érigé de manière canonique). Ces grands prieurés avaient rang d'abbaye et disposaient également de prieurés dépendant d'eux. Toutefois lors du troisième puis du quatrième concile du Latran en 1215, il est fait défense absolue de laisser un moine seul dans un domaine, il doit toujours être accompagné de plusieurs frères. De même au concile de Vienne, il est défini les solutions pouvant être apportées aux problèmes de revenus, que le prieur est ainsi habilité à augmenter, de sorte que deux moines puissent y vivre.

## Prieuré-cure et prieuré paroissial
Anciennement, un prieuré-cure était une cure dépendant d’un monastère de chanoines réguliers, prémontrés ou autres. Les chanoines acceptaient les charges pastorales et de petits groupes de trois ou quatre formaient des communautés dans les paroisses. Plutôt que « cure », leur résidence s'appelait alors « prieuré ». La terminologie latine appliquée parle de prioratus et cura ou de "prieuré régulier à charge d'âmes".
À partir du IVe concile œcuménique du Latran (1215) qui interdit la création de nouveaux ordres et de nouvelles églises, les moines sont tenus de rentrer dans leurs cloîtres et la plupart de ces prieurés-cures sont sécularisés pour devenir des paroisses ou des succursales desservies par un prêtre nommé par l'évêque. Cela n'est pas la règle et dans certaines régions, les prieurés-cures continuent à exister jusqu'à la Révolution. La nomination du desservant pouvant appartenir soit au chapitre cathédral quand celui-ci en dépendait, soit au prieur d'un prieuré conventuel quand celui-ci en dépendait.
Dans le cas d'un prieuré rural, l'évêque nommait en principe le desservant de la cure, mais cela n'était pas toujours le cas. Le prieur ou l'abbé de l'abbaye-mère pouvant également en être chargé.
Les revenus fonciers des censives restent la propriété des abbayes et le nouveau curé perçoit la dîme avec laquelle il est tenu d'entretenir les différentes œuvres de la paroisse, y compris le chœur de l'église. Les autres revenus ecclésiastiques sont administrés par un conseil d'habitants élus, appelé fabrique.
Au XVIIIe siècle, en Rouergue, le prieuré est le nom donné au bénéfice paroissial. Le prieur est l'ecclésiastique qui perçoit la dîme et les autres revenus du bénéfice. Il peut être séculier (souvent un proche de l'évêque) ou régulier. Lorsque le prieur est chargé de la cure des âmes, il est alors « prieur-curé », à la tête d'un prieuré-cure. Mais dans de nombreux cas, le prieur, titulaire du bénéfice, délègue la charge des âmes à un curé appelé « vicaire perpétuel », qui est rémunéré soit par une part de la dîme (un tiers par exemple), soit par une pension en nature (froment ou seigle, vin, etc.) ou en argent (portion congrue). On dit alors que le prieuré et la cure sont « désunis ».
Le Prieuré royal est à un prieuré de fondation royale.

## Prieurés-fortifiés
Il existe un certain nombre de prieurés-fortifiés, parfois appelés « châteaux ». La plupart du temps, ils sont situés près de routes fortement fréquentées, et sont souvent le fait de chanoines de saint Augustin. Ces prieurés peuvent posséder des murs d'enceinte pourvus de structures défensives, tels des archères ou des crénelages.
Ces prieurés sont de fondation seigneuriale. Ils attirent de ce fait une nouvelle population et confèrent au château près desquels ils sont implantés une importance supplémentaire.

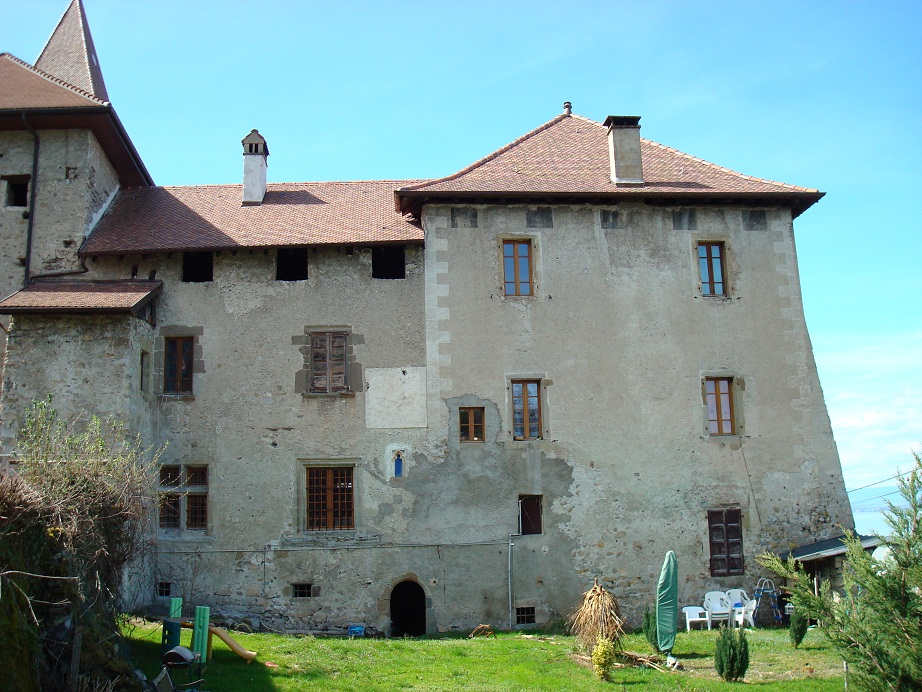
Crénelages en façade est du prieuré de Meillerie.

Par exemple, le prieuré de Meillerie, situé en Haute-Savoie, au bord du lac Léman et de la route du col du Simplon, reliant Genève à l'Italie par le Grand-Saint-Bernard et par conséquent un grand axe de commerce, a été fondé par des chanoines réguliers au XIe siècle, et entièrement reconstruit au XIIIe siècle en une forteresse de surveillance et de défense.

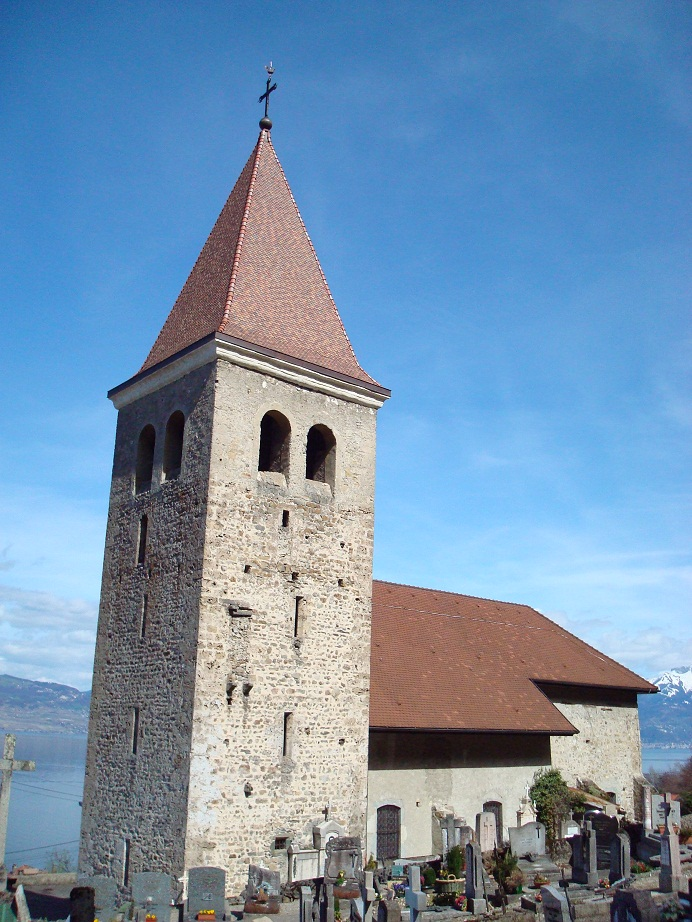
La tour-clocher de Meillerie, avec ses archères, ses anciennes latrines, et les traces d'anciennes structures de bois.

Ce prieuré possédait une tour de défense, accessible par le deuxième étage seulement, pourvue d'archères à tous les étages (sauf le quatrième, étage noble) et sur tous les côtés, et de crénelages sous sa toiture.
Le mur de la façade nord, orientée vers le lac et la route, est percé de quatre archères, tandis que la façade est (où se trouve le chœur de l'église et une partie du bâtiment conventuel) est percée de crénelages.
Le côté ouest était fermé par de grands murs d'enceinte.
L'espace étant occupé par la tour, les murs d'enceinte, et un bâtiment conventuel imposant, ce prieuré ne possédait qu'une petite église et un petit cloître.
Les prieurés-fortifiés ne sont pas facilement identifiables, car la plupart du temps, ces fortifications sont les premières à être détruites ou réutilisées (dans ce cas précis, la tour a été réutilisée en clocher, les murs d'enceinte détruits ainsi qu'une partie de l'aile nord pour permettre l'agrandissement de l'église).

## Ordres militaires
Un prieuré est également une circonscription administrative, en particulier dans l'organisation des ordres hospitaliers.
Le nom de « prieuré » apparaît parfois dans la toponymie pour désigner des bâtiments utilisés ou ayant été utilisés par un ordre religieux.